# North East Delhi
North East Delhi är ett distrikt i Indien.   Det ligger i delstaten National Capital Territory of Delhi, i den norra delen av landet, 9 km nordost om huvudstaden New Delhi. Antalet invånare är 2 241 624. Arean är 62 kvadratkilometer. North East Delhi gränsar till Ghaziabad och East Delhi.
Terrängen i North East Delhi är mycket platt.